# Phelsuma barbouri
Phelsuma barbouri Loveridge, 1942 è un piccolo sauro della famiglia Gekkonidae, endemico del Madagascar.

L'epiteto specifico è un omaggio all'erpetologo statunitense Thomas Barbour (1884-1946).

## Descrizione
Questo geco può raggiungere la lunghezza di 15 cm.

## Biologia
A differenza della gran parte delle specie del genere Phelsuma, P. barbouri ha abitudini terricole.
È una specie ovipara che depone le sue uova sotto le pietre.

## Distribuzione e habitat
La specie è endemica della regione degli altopiani centrali del Madagascar, dove viene segnalata tra 1.600 e 2.640 m di altitudine.

## Conservazione
La IUCN Red List classifica P. barbouri come specie a basso rischio (Leat Concern).
La specie è inserita nell'Appendice II della Convention on International Trade of Endangered Species (CITES).